# Állampolgári Bizottság az Emberi Jogokért
Az Állampolgári Bizottság az Emberi Jogokért (angol nevén Citizens Commission on Human Rights, CCHR) egy pszichiátria-ellenes lobbiszervezet, melyet a Szcientológia Egyház és Dr. Szász Tamás István, a New York-i Állami Egyetem nyugalmazott pszichiáter professzora alapított 1969-ben. A magyarországi tagszervezetének elnöke Dobos János.

## Célkitűzései
A szervezet legfontosabb célkitűzése, hogy kiderítse és feltárja a pszichiátriai kezelések során elkövetett bántalmazásokat, visszaéléseket és megvédje az egyén emberi jogait ezen visszaélésektől. Sikeresen akadályoztak meg több olyan törvény hatályba lépését, amelyek csökkentették volna a beteg jogait és igazságtalan felhatalmazásokkal ruházták volna fel a pszichiátereket, pszichológusokat.
A néha jogos kritika mellett – amelyet a pszichiáterek is elfogadnak – a szervezet nem beszél a pszichiátria fontosságáról és szükségességéről, ehelyett összességében tagadja e tudományág és foglalkozás eredményeit és hasznosságát.

## Kiadványai
Kiadványaikban fokozottan felhívják a figyelmet a pszichiátria általuk sötétnek tartott múltjára és szerintük társadalompusztító jelenkori ténykedéseikre:
- Az amerikai és nyugat-európai gyerekekkel és tizenévesekkel történő visszaélések, mint a kitalált „hiperaktivitás”, a rendkívül veszélyes, vagy akár halálos gyógyszerek túlzott alkalmazása és a kisebbségekkel való tudományos rasszizmus fenntartása.
- Az eugenika valódi arca és máig tartó hatásai.
- Foglalkozásbeli bűnesetek, mint a gyerekekkel, tizenévesekkel és nőkkel szembeni szexuális erőszak, hamisítások és csalások valamint erőszakos kezelések, mint az elektrosokk-terápia és a kényszerzubbonyozás, sőt akár foglalkozásbeli emberölések is!
- A nyugati civilizáció és az USA társadalmának jelenkori erkölcsvesztése, értékrombolása az oktatási rendszerekben, a vallásban és az igazságszolgáltatásban.